# تیم اوریکا–اسکات
تیم اوریکا–اسکات (کد تیم: ORS) یک تیم دوچرخه‌سواری حرفه‌ای استرالیایی است که در رشتهٔ دوچرخه‌سواری جاده فعالیت می‌کند. این تیم در ژانویهٔ ۲۰۱۱ تشکیل شده‌است و اکنون در تور جهانی دوچرخه‌سواری شرکت می‌کند. مدیریت تیم در دست اندرو رایان و شین بنان است. نیل استفنز و مت وایت نیز مدیران ورزشی تیم هستند. رکابزنان تیم از دوچرخه‌های اسکات بهره می‌برند، لباس‌های کرفت را به تن می‌کنند و عینک‌های بوله را به چشم می‌زنند. جری رایان پشتیبانی تجاری تیم را به عهده دارد.
بسیاری از رکابزنان تیم، استرالیایی هستند. این مجموعه، یک تیم زنان نیز دارد و در مسابقات پیست نیز از رکابزنان خود حمایت می‌کند.
در ژوئن ۲۰۱۶ پیش از تور دو فرانس ۲۰۱۶ یک دوچرخه‌فروشی استرالیایی به نام بایک‌اکسچنج حامی مالی تیم شد. پیش از آن و پس از آن که اوریکا اعلام کرد پس از فصل ۲۰۱۷ حمایت خود از تیم را متوقف خواهد کرد، جری رایان به دنبال تضمین تأمین منابع مالی تیم بود.

## تاریخچه

### تشکیل
تیم در ۱۷ ژانویهٔ ۲۰۱۱ در آدلاید تشکیل شد و با ۳۰ رکابزن قرارداد امضا کرد. در ۶ دسامبر همان سال، تیم توسط اتحادیه جهانی دوچرخه‌سواری تأیید شد تا در فصل‌های ۲۰۱۲ و ۲۰۱۳ تور جهانی شرکت کند.
شرکت چندملیتی اوریکا که مواد شیمیایی و منفجره برای صنعت معدن فراهم می‌کند، حامی مالی عنوان تیم است. همچنین تیم توانسته‌است اسکات اسپرتس را به عنوان تأمین کنندهٔ دوچرخه و سانتینی را به عنوان تأمین کنندهٔ لباس، جذب کند.

### ۲۰۱۲
در ژانویهٔ ۲۰۱۲ گرین‌اج نخستین حضور خود را در سری مسابقات کلاسیک ساحلی در ویکتوریای استرالیا ارائه کرد. در پایان ژانویه، سایمون گرنز برندهٔ تور داون آندر شد و نخستین پیروزی در تور جهانی را برای تیم به ارمغان آورد. نخستین پیروزی تیم در مسابقات اروپایی، در مرحلهٔ تایم تریل تیمی تور تیرنو–آدریاتیکو به وقوع پیوست. سپس نخستین پیروزی گرین‌اج در یادبودها در تور میلان–سانرمو توسط گرنز به دست آمد.

### ۲۰۱۳

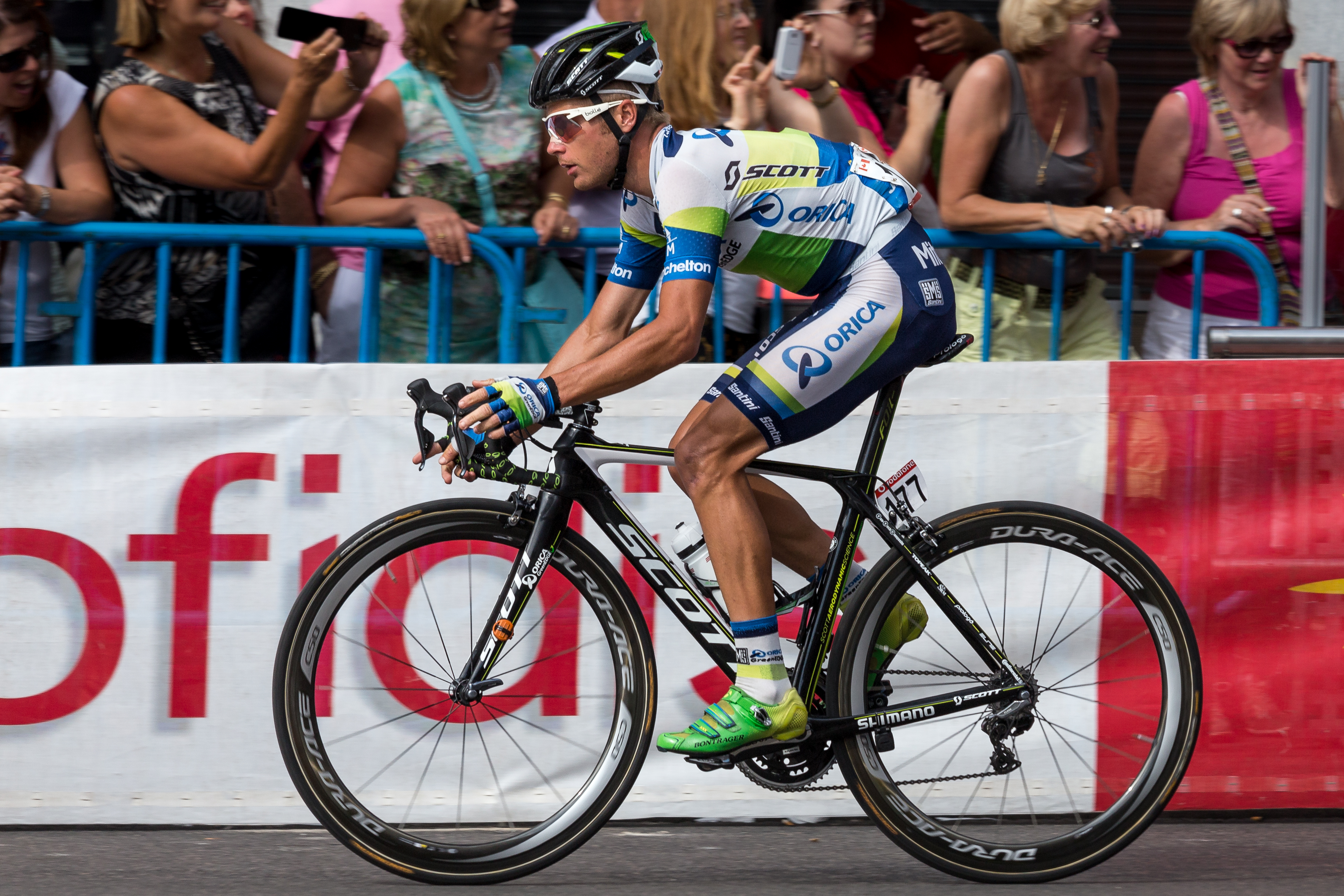
کریستین مایر در حال مسابقه برای اوریکا–گرین‌اج در مادرید

در فصل ۲۰۱۳، رکابزنان اوریکا–گرین‌اج توانستند از عنوان قهرمانی فصل گذشتهٔ خود در مسابقات قهرمانی دوچرخه‌سواری جاده استرالیا دفاع کنند.
اوریکا–گرین‌اج آغاز خوبی در تور دو فرانس ۲۰۱۳ داشت. سایمون گرنز برندهٔ مرحلهٔ سوم شد. در تایم تریل تیمی مرحلهٔ چهارم نیز تیم اوریکا–گرین‌اج با فاصلهٔ کمتر از یک ثانیه با امگا فارما-کوییک استپ به پیروزی رسید. پس از این مرحله، گرنز پیراهن طلایی را به دست آورد و آن را دو مرحله بر تن کرد. سپس رهبری رده‌بندی اصلی به هم‌تیمی او، داریل ایمپی رسید که دو روز مالک پیراهن طلایی بود.

### ۲۰۱۴
تیم در تور داون آندر که نخستین مسابقهٔ تور جهانی ۲۰۱۴ بود، به پیروزی رسید و سایمون گرنز نیز برندهٔ رده‌بندی اصلی و امتیازی شد. آدام ییتس که به تازگی به تیم پیوسته‌بود، نخستین پیروزی خود در رده‌بندی را با کسب رتبهٔ نخست رده‌بندی رکابزن جوان در تور سان لوئیس کسب کرد. سپس سیمون کلارک برندهٔ تور هرالد سان شد. تیم توانست در ادامهٔ فصل بهار در چند مسابقهٔ دیگر از جمله تور باسک، تور روماندی و تور ترکیه به پیروزی دست یابد. همچنین گرنز برندهٔ تور لیژ–باستون–لیژ شد.
در جیرو دیتالیا، هدف تیم به دست آوردن پیروزی‌های مرحله‌ای از جمله در تایم تریل تیمی بود. افزون بر تایم تریل تیمی، مایکل متیوز در مرحلهٔ ۶ و پیتر وینینگ در مرحلهٔ ۹ برنده شدند.
در فصل تابستان چند پیروزی مرحله‌ای دیگر از جمله در تور سوئیس، تور اسلوونی و تور توسکانی برای تیم به دست آمد. متیوز برندهٔ یک مرحله از ووئلتا اسپانیا شد و داریل ایمپی در تور آلبرتا به پیروزی رسید. گرنز در جایزه بزرگ‌های کبک و مونترآل پیروز شد و آخرین پیروزی تیم توسط میشل آلباسینی در تره‌والی به دست آمد.

### ۲۰۱۶
در ابتدای فصل، سایمون گرنز فاتح تور داون آندر شد. مایکل متیوز نیز برندهٔ پرولوگ و رده‌بندی امتیازی مسابقهٔ پاریس–نیس شد. متیو هیمن برندهٔ پاریس–روبه (سومین یادبود فصل) شد. در جیرو دیتالیا، استبان چاوز برندهٔ مرحلهٔ ۱۴ شد و در رده‌بندی پایانی، بر سکوی دوم ایستاد. در تور دو فرانس، مایکل متیوز برندهٔ مرحلهٔ ۱۰ شد. همچنین آدام ییتس پیراهن سفید بهترین رکابزن جوان را به دست آورد. در ووئلتا نیز چاوز بر سکوی سوم ایستاد و سیمون ییتس که برندهٔ مرحلهٔ ۶ شده‌بود، در رتبهٔ ششم قرار گرفت. در پایان فصل، استبان چاوز در تور لمباردی پیروز شد و آخرین پیروزی فصل را برای تیم اوریکا به ارمغان آورد.

## دوپینگ
در ۲۸ آوریل ۲۰۱۶ نمونهٔ سیمون ییتس به دلیل وجود مادهٔ ممنوعهٔ تربوتالین مثبت اعلام شد. ییتس ادعا کرد که دارو را برای درمان آسم مصرف کرده‌است، ولی درخواست معافیت مصرف دارو صادر نشده‌بود. تیم این مسئله را خطای مدیریتی اعلام کرد و مسئولیت کامل خطا را به عهده گرفت و تأکید کرد که ییتس اشتباهی مرتکب نشده‌است.